# Robby Ginepri
Robby Ginepri, Robert Louis Ginepri (ur. 7 października 1982 w Fort Lauderdale) – amerykański tenisista, reprezentant w Pucharze Davisa, olimpijczyk z Pekinu (2008).
Jego ojciec ma na imię Rene i jest z pochodzenia Luksemburczykiem. Matka nazywa się Nancy. Poza tym ma starszą siostrę, Janni. Mieszka obecnie w Kennesaw.

## Kariera tenisowa
Grając jeszcze jako junior Ginepri w roku 2000 uzyskał finał US Open. W decydującym meczu przegrał z Andym Roddickiem.
Jako zawodowy tenisista występował w latach 2001–2015.
Początkowo grał w głównie w turniejach kategorii ATP Challenger Tour. W turniejach rangi ATP World Tour pierwszy finał Ginepri rozegrał w połowie 2003 roku w Newport, na nawierzchni trawiastej. W pojedynku finałowym pokonał Jürgena Melzera. W tym samym roku doszedł ponadto do finału debla w Indianapolis, partnerując Diego Ayali. Spotkanie finałowe przegrali z duetem Mario Ančić–Andy Ram. W 2005 roku Ginepri wygrał swój drugi zawodowy turniej w singlu, w Indianapolis, eliminując po drodze m.in. będącego wówczas na 3. miejscu w rankingu Andy'ego Roddicka; w finale pokonał Taylora Denta. We wrześniu tegoż sezonu awansował do półfinału wielkoszlemowego US Open, pokonując wcześniej m.in. Guillermo Corię; przegrał z Andre Agassim. W 2009 roku Ginepri ponownie zatriumfował w Indianapolis, po pokonaniu w meczu o tytuł Sama Querreya.
W lutym 2004 roku Amerykanin zadebiutował w reprezentacji USA, podczas Pucharu Davisa w I rundzie grupy światowej przeciwko Austrii. Swoje oba singlowe pojedynki zakończył zwycięsko, wygrywając najpierw z Jürgenem Melzerem, a potem ze Stefanem Koubkiem.
W 2008 roku zagrał na igrzyskach olimpijskich w Pekinie. Wystąpił w rywalizacji singlowej, z której odpadł w 1 rundzie wyeliminowany przez Novaka Đokovicia.
W rankingu gry pojedynczej Ginepri najwyżej był na 15. miejscu (26 grudnia 2005), a w klasyfikacji gry podwójnej na 134. pozycji (12 stycznia 2004).

### Finały w turniejach ATP World Tour
| Legenda                                      |
| -------------------------------------------- |
| Wielki Szlem                                 |
| Igrzyska olimpijskie                         |
| Tennis Masters Cup / ATP Finals              |
| ATP Masters Series / ATP Tour Masters 1000   |
| ATP International Series Gold / ATP Tour 500 |
| ATP International Series / ATP Tour 250      |

#### Gra pojedyncza (3–0)
| Końcowy wynik | Nr | Data          | Turniej      | Nawierzchnia | Przeciwnik    | Wynik finału        |
| ------------- | -- | ------------- | ------------ | ------------ | ------------- | ------------------- |
| Zwycięzca     | 1. | 13 lipca 2003 | Newport      | Trawiasta    | Jürgen Melzer | 6:4, 6:7(3), 6:1    |
| Zwycięzca     | 2. | 24 lipca 2005 | Indianapolis | Twarda       | Taylor Dent   | 4:6, 6:0, 3:0 krecz |
| Zwycięzca     | 3. | 25 lipca 2009 | Indianapolis | Twarda       | Sam Querrey   | 6:2, 6:4            |

#### Gra podwójna (0–1)
| Końcowy wynik | Nr | Data          | Turniej      | Nawierzchnia | Partner     | Przeciwnicy          | Wynik finału     |
| ------------- | -- | ------------- | ------------ | ------------ | ----------- | -------------------- | ---------------- |
| Finalista     | 1. | 27 lipca 2003 | Indianapolis | Twarda       | Diego Ayala | Mario Ančić Andy Ram | 6:2, 6:7(3), 5:7 |

### Starty wielkoszlemowe (gra pojedyncza)
| Turniej          | 2001  | 2002  | 2003  | 2004  | 2005  | 2006  | 2007  | 2008  | 2009  | 2010  | 2011  | 2012  | 2013  | 2014  | 2015  | Wygrane turnieje | Bilans w turnieju |
| ---------------- | ----- | ----- | ----- | ----- | ----- | ----- | ----- | ----- | ----- | ----- | ----- | ----- | ----- | ----- | ----- | ---------------- | ----------------- |
| Australian Open  | –     | –     | 2R    | 4R    | 1R    | 2R    | 3R    | –     | 1R    | 1R    | –     | –     | –     | –     | –     | 0/7              | 7–7               |
| French Open      | –     | 1R    | –     | 1R    | 1R    | 1R    | 1R    | 4R    | 1R    | 4R    | –     | –     | –     | 1R    | –     | 0/9              | 6–9               |
| Wimbledon        | –     | –     | 1R    | 4R    | 1R    | 1R    | 1R    | 1R    | 1R    | 1R    | –     | –     | –     | –     | –     | 0/8              | 3–8               |
| US Open          | 2R    | 1R    | 3R    | 1R    | SF    | 3R    | 3R    | 2R    | 2R    | 1R    | 2R    | 1R    | –     | –     | –     | 0/12             | 15–12             |
| Wygrane turnieje | 0 / 1 | 0 / 2 | 0 / 3 | 0 / 4 | 0 / 4 | 0 / 4 | 0 / 4 | 0 / 3 | 0 / 4 | 0 / 4 | 0 / 1 | 0 / 1 | 0 / 0 | 0 / 1 | 0 / 0 | 0 / 36           | N/A               |
| Bilans spotkań   | 1–1   | 0–2   | 3–3   | 6–4   | 5–4   | 3–4   | 4–4   | 4–3   | 1–4   | 3–4   | 1–1   | 0–1   | 0–0   | 0–1   | 0–0   | N/A              | 31–36             |